# Веклич Володимир Пилипович
Володимир Пилипович Веклич (8 листопада 1938, Чернещина — 10 серпня 1993, Київ) — український науковець у галузі міського електричного транспорту,  винахідник тролейбусного поїзда, редактор, член галузевих академій України та Росії.
Володимир Пилипович Веклич — винахідник тролейбусного поїзду, ініціатор будівництва першої в СРСР київської лінії швидкісного трамвая, доктор технічних наук, директор Науково-дослідного та конструкторсько-технологічного інституту міського господарства.

## Біографія
Народився 8 листопада 1938 року у родині колгоспників. У 1955 році закінчив Руновщанську середню школу зі срібною медаллю та поступив до Харківського інституту інженерів комунального будівництва, який закінчив у 1960 році з відзнакою. Трудову діяльність розпочав заступником начальника технічного відділу, потім працював головним інженером рухомого складу київського трамвайно-тролейбусного управління.
У 1963 році разом з І. А. Кацовим та І. К. Погрібним з'єднав вагони Tatra T2 (а згодом і Tatra T3) в трамвайні поїзди керовані за системою багатьох одиниць, на яких у Києві, вперше в СРСР, було здійснено масове перевезення пасажирів.
У липні 1964 року очолив Жовтневе тролейбусне депо. У депо вперше в колишньому СРСР запровадив денний технічний огляд тролейбусів з 4-денним циклом замість щодобового нічного. Це нововведення забезпечило різке підвіщення якості технічного обслуговування та надійності рухомого складу. Згодом нова технологія та організація технологічного обслуговування була розповсюджена у всіх республіках колишнього СРСР.

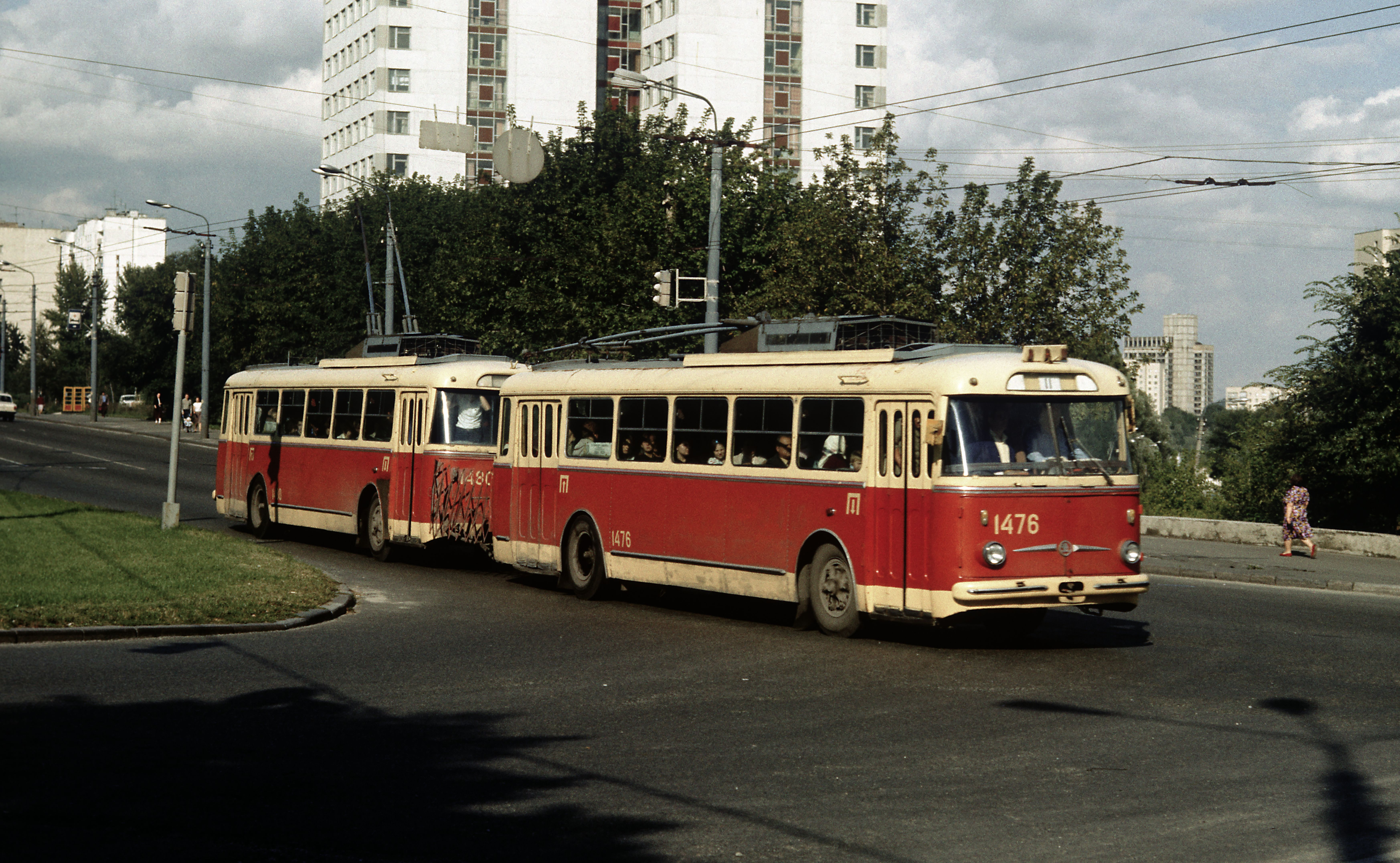
Поїзд з двох тролейбусів Škoda 9Tr з'єднаних за системою Володимира Веклича з удосконаленим поворотно-зчепним пристроєм у Києві, 1986

Наступним кроком молодого 26-річного директора-новатора стало створення тролейбусного поїзду. На винахід його спонукав гострий дефіцит водіїв, необхідність підвищення рентабельності перевезень та наявність маршрутів з надзвичайно великим пасажиропотіком (які переважно проходили по завантажених вулицях з обмеженою пропускною спроможністю), з яким не могли впоратися поодинокі тролейбуси (особливо маршрути № 6 та 18). Вирішити ці проблеми можна було лише запровадивши тролейбусні поїзди. На це винахіднику знадобилося два роки наполегливої праці, досліджень та іспитів своєї системи.
Перший у світовій практиці тролейбусний поїзд був створений Володимиром Пилиповичем в київському депо № 2 з використанням двох тролейбусів марки МТБ-82/82Д. (На рейковому транспорті перший потяг з керуванням за системою багатьох одиниць був створений в 1887 році Френком Спрейгом). Його пробна експлуатація почалася 12 червня 1966 року на маршруті № 6 міста Києва. Поїзди МТБ отримали широке розповсюдження. Економічний ефект від їх впровадження лише на маршруті № 6 в Києві за 1968 рік, де використовувалось 25 тролейбусних поїздів, склав близько 160 тис. крб. (в цінах 1968 року це 32 легкові машини Москвич-412).
Пізніше Володимиром Векличем була вдосконалена його система так, що дозволяла швидко (за 3-5 хвилин) роз'єднувати тролейбусні поїзди МТБ прямо на маршруті між ранковими і вечірніми годинами пік. Після роз'єднування водій поїзда продовжував рух в першому тролейбусі, а водій наступного за ним поїзда пересаджувався у другий. Вивільнений поїзд залишався на маршруті для відстою або ж прямував в депо для профілактичного огляду. За результатами робіт по створенню тролейбусного потяга ним була написана кандидатська дисертація на тему: «Дослідження тролейбусів з управлінням за системою багатьох одиниць», яка була ним успішно захищена у 1970 році в Москві. Як зазначала тоді газета «Вечірній Київ» він став першим в Україні кандидатом технічних наук у галузі міського електротранспорту.
Далі система Володимира Веклича була адаптована під інші марки тролейбусів. Разом з С. П. Зуєвим був удосконалений поворотно-зчіпний пристрій системи. Поїзди були успішно впроваджені більше ніж у 20 містах СРСР. Лише в Києві її впровадження дозволило вивільнити 800 водіїв, та дало з початку експлуатації по кінець 1989 року економічний ефект в 12,676 млн.крб. За створення толейбусного потягу, у 1971 році, винахідник був нагороджений орденом «Знак Пошани»
У 1972 році був висунутий на посаду заступника директора Науково-дослідного та конструкторсько-технологічного інституту міського господарства, а протягом 1973—1987 рр. очолював колектив інституту, з 1987 заступник директора з наукової роботи. Під його керівництвом і з безпосередньою участю створені діагностічні комплекси, механізовані пости заміни агрегатів, системи автоматизованого обліку та багато іншого. Опублікував 65 наукових праць,в тому числі 2 книги, є автором 17 винаходів [Архівовано 15 лютого 2015 у Wayback Machine.]. За результатами робіт по створенню діагностічних комплексів для рухомого складу ним була написана докторська дисертація на тему: «Підвищення ефективності експлуатації безрейкового електричного транспорту з застосуванням засобів діагностування і керування за системою багатьох одиниць», яка була ним успішно захищена у 1991 році.
Спільно з В. К. Дьяконовим став ініціатором будівництва першої в СРСР київської лінії швидкісного трамвая. Узагальнив отриманий в закордонних відрядженнях передовий досвід та створив на вітчизняній елементній базі систему автоматики і інтервального регулювання для ліній радянського швидкісного трамвая.
Влітку 1976 року в Києві на маршруті № 1 їм були успішно проведені випробування три-ланкового тролейбусного поїзду Škoda 9Tr повною місткістю 276 пасажирів, проте через необхідність для його експлуатації відособленої смуги руху, винахідник визнав перспективнішим видом транспорту для такої пасажиромісткості швидкісний трамвай, над технічною частиною впровадження якого він у той час активно працював.

Могила Володимира Веклича, Байкове кладовище

Під науковим керівництвом В. П. Веклича була розроблена стратегія створення власного українського тролейбуса, що знайшла своє втілення у затвердженій Кабінетом Міністрів України Програмі. Згідно розпорядження кабміну [Архівовано 5 березня 2016 у Wayback Machine.] НДКТІ МГ був призначений головною організацією по програмі створення українського тролейбусу, а КБ «Південне» — головним розробником конструкторської документації. Володимира Веклича було призначено науковим керівником, а Михайла Галася головним конструктором українського тролейбуса. Під їх керівництвом були створені тролейбуси ЮМЗ Т1 і ЮМЗ Т2.
Вільно володів німецькою мовою. Був всебічно ерудованою людиною, про що свідчить коло його друзів, в яке входили не тільки представники технічної інтелігенції та науки, але і народний артист СРСР Юрій Гуляєв, режисер Роллан Сергієнко, заслужена артистка Української РСР Марія Капніст, поетеса Ліна Костенко, заслужений діяч мистецтв України Василь Цвіркунов, народна артистка Української РСР Лариса Кадирова, сценаріст Георгій Шевченко, та кінокритик Леонід Череватенко.
Помер 10 серпня 1993 року на 55-му році життя. Похований на Байковому кладовищі в Києві (ділянка № 49а, 50°25′1.98″ пн. ш. 30°30′4.85″ сх. д. / 50.4172167° пн. ш. 30.5013472° сх. д.).

### Наукова діяльність
Наукові ступені
- Кандидат технічних наук (1970), доктор технічних наук (1991).

Публікації та редакційна роботаВолодимир Веклич — продуктивний вчений, опублікував 65 наукових праць,в тому числі 2 монографії, є автором 17 винаходів [Архівовано 15 лютого 2015 у Wayback Machine.]. Головний редактор 77 випусків: «Наука і техніка в міському господарстві: республіканський міжвідомчий научно-технічний збірник» (рос.)
Закордонна наукова співпраця
- Представник від України в Міжнародному союзі громадського транспорту з 1967 року[3]. Побував у всіх провідних країнах Європи. Набутий за кордоном досвід узагальнив у своїй книзі « Веклич В. П. Нові технічні рішення на міському електричному транспорті», та запровадив у багатьох тролейбусних і трамвайних депо колишнього СРСР[45].

## Громадсько-політична діяльність
Багатократно обирався депутатом до районної ради Радянського та Залізничного районів міста Києва. Під час всіх своїх каденцій очолював комісію з благоустрою району.

## Пам'ять

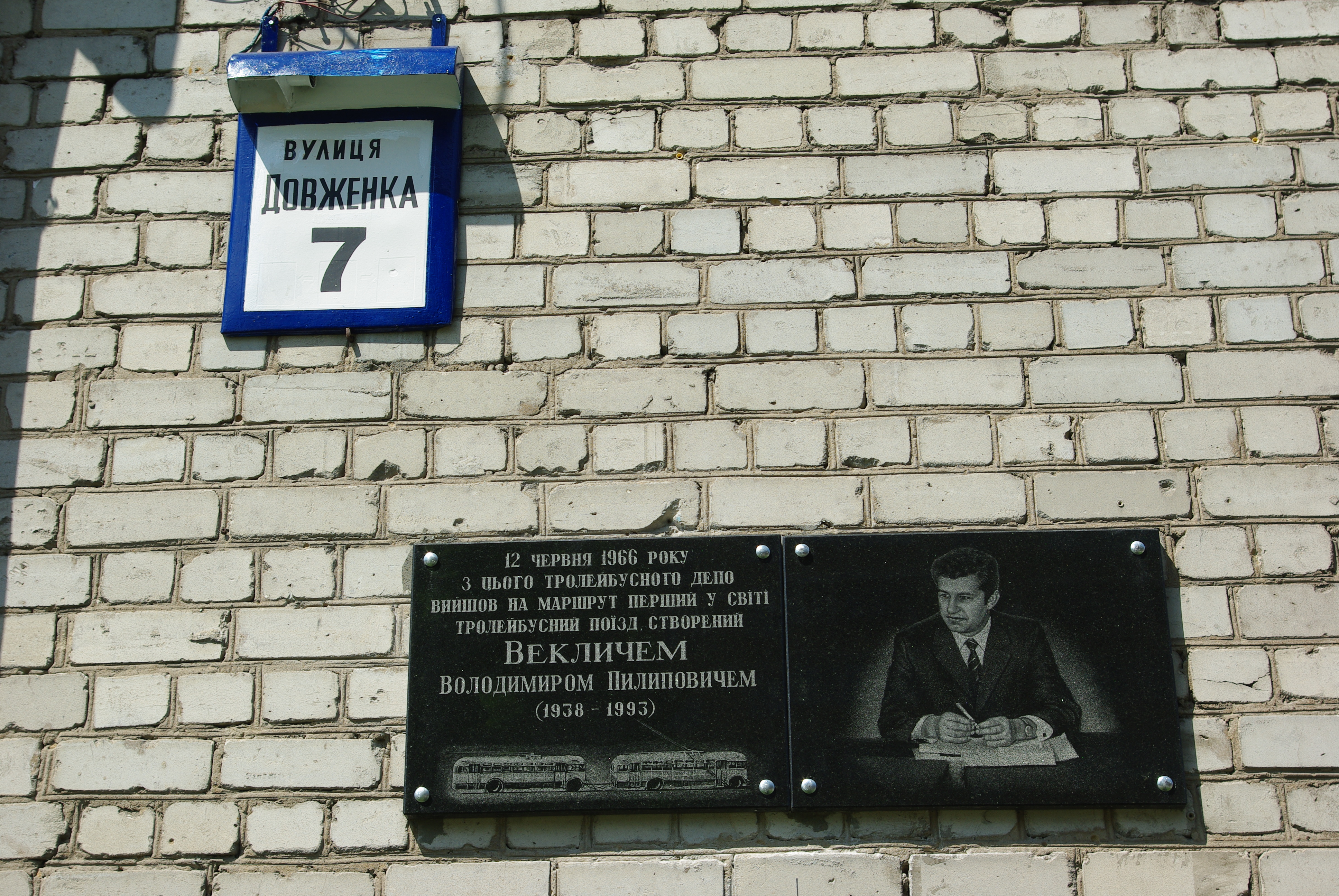
Меморіальна дошка Володимиру Пилиповичу Векличу в київському депо № 2

- На честь п'ятидесятиріччя виходу на маршрут першого у світовій практиці тролейбусного поїзду Володимира Пилиповича Веклича колектив КП «Київпастранс» ухвалив рішення про увічнення пам'яті про винахідника[61][62]. На адміністративній будівлі тролейбусного депо на Шулявці встановлена меморіальна дошка[63]. Її урочисте відкриття відбулося 14 червня 2016 року[60].
- Ім'ям Володимира Веклича названа винайдена ним система[62], яка дозволяє сполучати у багатоскладові поїзди електричні безрейкові транспортні засоби.

## Основні праці
- Веклич В. Ф. Диагностирование технического состояния троллейбусов М.:Транспорт, 1990. — 295 с. — 15 000 экз ISBN 5-277-00934-5. (рос.)
- Веклич В. Ф. Новые технические решения на городском электрическом транспорте — К.:Будівельник, 1975. — 60, [2] с. : ил. (рос.)
- Г. С. Сафаров, В. Ф. Веклич, А. П. Медведь, И. Д. Юдовский Новая техника в жилищно-коммунальном хозяйстве — Киев: Будівельник, 1988. — 128,[2] с. : ил ; 17 см. — Библиогр.: с. 124—129 (68 назв.). — 3000 экз. — ISBN 5-7705-0097-2 (рос.)
- Веклич В. Ф. Эффективность применения троллейбусов с управлением по системе многих единиц — Киев: Общество «Знание» УССР, 1969 20 с. (рос.)
- Веклич В. Ф. Экономическое и социальное развитие Киева.1976-1980 // редкол.: Алымов А. Н., Веклич В. Ф. и др. — К. : Наукова думка, 1977. — 604 с. В соавторстве. (рос.)
- Веклич В. Ф. Экономическое и социальное развитие Киева: основные направления. 1981—1990 / редкол.: Алымов А. Н., Веклич В. Ф. и др. — К. : Наукова думка, 1982. — 533 с. В соавторстве. (рос.)
- Веклич В. Ф. Первый в России. Киевскому трамваю 75 лет — К.:Будівельник, 1967—144 с, илл. В соавторстве. (рос.)
- Веклич, В. Ф. Пневматический привод тормозов троллейбусов, оборудованных для управления по системе многих единиц /О-во «Знание» УССР. Киевский дом Науч.-техн. пропаганды. Семинар «Новая техника и технология на предприятиях Горэлектротранспорта». — Киев : 1969. — 26 с. (рос.)
- Веклич В. Ф., Пугачевский К. М., Абелев З. А. Методы и средства ремонта узлов и деталей подвижного состава горэлектротранспорта // Серия: Городской электрический транспорт вып. 34 — М: ЦБНТИ МКХ РСФСР, 1988. — 60 с. ISSN 0135-6429 (рос.)
- Веклич В. Ф. Будущее украинского троллейбуса // Городское хозяйство Украины. — 1993. — № 3/4. — С. 34-35. — ISSN 0130-1292 (рос.)
- Веклич В. Ф. Повышение эффективности системы технического обслуживания троллейбусов // Наука и техника в городском хозяйстве: республиканский межведомственный научно-технический сборник под ред. В. Ф. Веклич — Киев: Будівельник, 1983 Вып.54 -С.44-46. (рос.)
- Веклич В. П. Поїзд із тролейбусів МТБ-82 з керуванням за системою «багатьох одиниць» // Міське господарство України. — 1967. — № 2. — С. 37-38. — ISSN 0130-1284
- Веклич В. Ф. Об основных научно-технических проблемах развития городского электрического транспорта // Наука и техника в городском хозяйстве: республиканский межведомственный научно-технический сборник под ред. В. Ф. Веклич — Киев: Будівельник, 1976 Вып.33 -С.3-8. (рос.)
- Веклич В. П. Зуєв С. П. Поворотно-зчепний пристрій для тролейбусного поїзда // Міське господарство України. — 1973. — № 1. — ISSN 0130-1284
- Веклич В. Ф. Цугунов Н. И. Контроль сопротивления движению // Жилищное и коммунальное хозяйство. М.:— 1986. — № 11. С.18-19. — ISSN 0044-4464 (рос.)
- В. Ф. Веклич, Л. В. Збарский Проблемы и перспективы развития трамвайного транспорта в Украинской ССР — К.:Общество «Знание» УССР, 1980 (рос.)
- Веклич В. Ф. Факторы влияющие на эффективность работы тормозной системы троллейбуса // Наука и техника в городском хозяйстве: республиканский межведомственный научно-технический сборник под ред. В. Ф. Веклич — Киев: Будівельник, 1983 Вып.54 -С.61-65. (рос.)
- Веклич В. Ф. Критерий эффективности системы управления техническим состоянием троллейбусов // Труды АКХ им. К. Д. Панфилова.- М., 1990. — С. 86 — 94. (рос.)
- Веклич В. Ф. Изменение параметров рабочей тормозной системы троллейбусов в эксплуатации // Наука и техника в городском хозяйстве: республиканский межведомственный научно-технический сборник под ред. В. Ф. Веклич — Киев: Будівельник, 1989 Вып.72 -С.57-63. (рос.)
- Веклич В. Ф. Предпосылки рациональной методики восстановления рессор с использованием диагностической информации. // Всесоюзный научно-теоретический журнал «Техническая диагностика и неразрушающий контроль».-1989. -№ 3.- С.56-60. (рос.)
- W. Veklitsch Erhohung der Effektivitat offentlicher verkehrsmittel unter dem blickwinkel des P+R. Kammer der Technik, Berlin, 1986 s.12-16. (нім.)

## Нагороди
- Значок ЦК ВЛКСМ «За освоєння нових земель» (1956)
- Медаль «В ознаменування 100-річчя з дня народження Володимира Ілліча Леніна» (1970)
- Орден «Знак Пошани» (1971)[37][39]
- Медаль «У пам'ять 1500-річчя Києва» (1982)